# Дмитровка (Лиманский район)
Дмитровка (укр. Дмитрівка) — село, относится к Лиманскому району Одесской области Украины.
Население по переписи 2001 года составляло 512 человека. Почтовый индекс — 67532. Телефонный код — 4855. Занимает площадь 0,76 км². Код КОАТУУ — 5122781301.

## История
Немецкое лютеранское  село Ней-Люстдорф,  основано в 1859 г.  Основатели  из Либентальского колониального округа. 
В 1945 г. Указом ПВС УССР село Ней-Люстдорф переименовано в Дмитровку.

## Местный совет
67532, Одесская обл., Лиманский р-н, с. Дмитровка, ул. Восточная, 52а